# Viola pseudosilvatica
Viola pseudosilvatica är en violväxtart som beskrevs av C. Richt.. Viola pseudosilvatica ingår i släktet violer, och familjen violväxter. Inga underarter finns listade i Catalogue of Life.